# ロイ (ユタ州)
ロイ（Roy）は、アメリカ合衆国ユタ州のウィーバー郡にある都市。人口は3万9306人（2020年）。郡庁所在地オグデンに隣接している。

## 歴史
1873年入植開始。長らく農業地域となっていたが、ヒル空軍基地の建設に伴い開発が活発となり人口が増加した。1937年に法人化した。法人化に際し市内で亡くなった子供の名前を市名に採用した。

## 交通
市内の幹線道路は州間高速道路15号線である。
ロイ駅にはユタ交通公社の通勤列車「フロントランナー」が停車する。

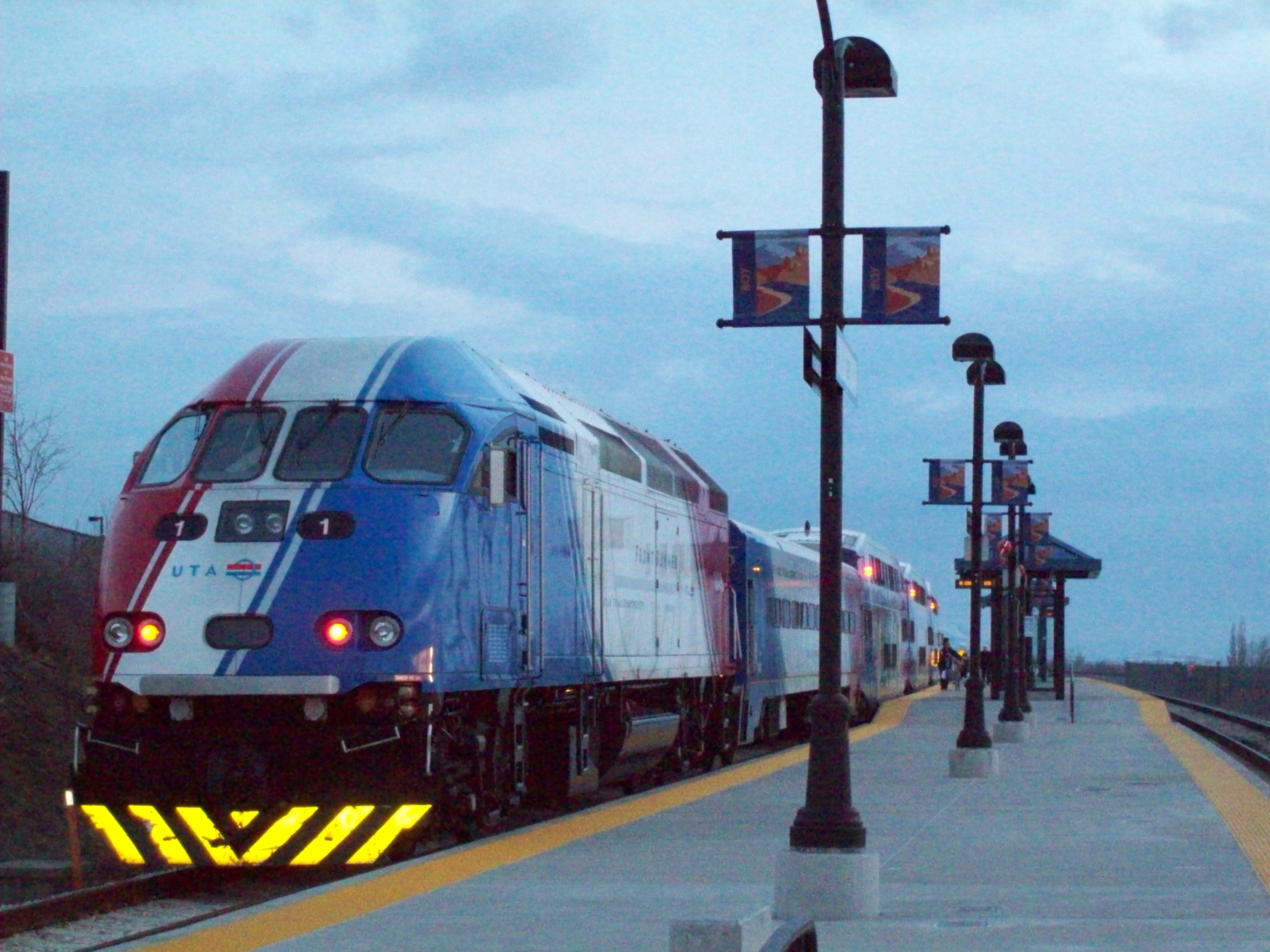
ロイ駅